# Pycnomerus reitteri
Pycnomerus reitteri là một loài bọ cánh cứng trong họ Zopheridae. Loài này được Heller miêu tả khoa học năm 1915.